# Liste der Monuments historiques in Domblain
Die Liste der Monuments historiques in Domblain führt die Monuments historiques in der französischen Gemeinde Domblain auf.

## Liste der Immobilien
| Bezeichnung       | Beschreibung           | Standort               | Kennzeichnung | Schutzstatus | Datum | Bild           |
| ----------------- | ---------------------- | ---------------------- | ------------- | ------------ | ----- | -------------- |
| Kirche St-Beninge | ab dem 13. Jahrhundert | Rue de l’Église (Lage) | PA00079050    | Classé       | 1992  | weitere Bilder |

## Liste der Objekte
| Bezeichnung                | Beschreibung                          | Standort                        | Kennzeichnung | Schutzstatus | Datum | Bild |
| -------------------------- | ------------------------------------- | ------------------------------- | ------------- | ------------ | ----- | ---- |
| Skulptur Heiliger Nikolaus | Holz, farbig gefasst, 17. Jahrhundert | in der Kirche St-Beninge (Lage) | PM52000403    | Classé       | 1965  |      |